# Ludwig Baldass

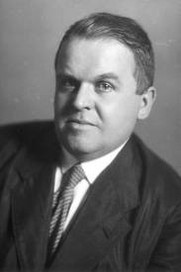
Ludwig Baldass

Ludwig Baldass, bis 1918 Ludwig von Baldass (* 8. Februar 1887 in Wien; † 20. November 1963 ebenda), war ein österreichischer Kunsthistoriker.

## Leben und Wirken
Baldass studierte Kunstgeschichte in Graz, Halle, München und Wien. Nach der Promotion 1911 an der Universität Wien bei Max Dvorák wurde er auf dessen Empfehlung im Oktober 1911 am Kunsthistorischen Museum in der Gemäldegalerie angestellt. Dort wurde Baldass 1918 Kustos und wurde nach dem Anschluss Österreichs 1938 zum Leiter der Gemäldegalerie ernannt, allerdings 1939 schon wieder abgelöst. Sein Antrag auf Aufnahme in die NSDAP vom 24. Juni 1938 wurde ebenfalls wegen seiner Beziehungen zu "jüdischen Kunsthändlern" 1940 abgelehnt, ein weiterer Antrag von 1940 blieb ebenso erfolglos. Nach dem Krieg übernahm er wieder bis zu seinem Ruhestand 1949 die Leitung der Gemäldegalerie. Er habilitierte sich 1926 an der Universität Wien, wo er 1934 auch zum außerordentlichen Titularprofessor ernannt wurde.
Verheiratet war Baldass mit Paula Wagner (1899–1974), Tochter von Otto Wagner junior und Enkelin des Architekten Otto Wagner.
Nach ihm wurde 1973 die Baldassgasse in Leopoldau (21. Bezirk) benannt.

## Veröffentlichungen (Auswahl)
- Der Künstlerkreis Kaiser Maximilians. Anton Schroll und Co., Wien 1923.
- Hans Memling. Anton Schroll und Co., Wien 1942.
- Hieronymus Bosch. Schroll, Wien 1943 (mit Günther Heinz)
- Conrad Laib und die beiden Rueland Frueauf. Schroll, Wien 1946.
- Jan van Eyck. Phaidon, Köln 1952.
- Giorgione. Schroll, Wien, München 1964 (mit Günther Heinz)